# Primula tsariensis
Primula tsariensis är en viveväxtart som beskrevs av William Wright Smith. Primula tsariensis ingår i släktet vivor, och familjen viveväxter. Utöver nominatformen finns också underarten P. t. porrecta.